# Тираник річковий
Тира́ник річковий (Serpophaga hypoleuca) — вид горобцеподібних птахів родини тиранових (Tyrannidae). Мешкає в Південній Америці.

## Підвиди
Виділяють три підвиди:
- S. h. venezuelana Zimmer, JT, 1940 — долини річок Ориноко і Араука;
- S. h. hypoleuca Sclater, PL & Salvin, 1866 — долини Амазонки та її приток;
- S. h. pallida Snethlage, E, 1907 — долини приток Амазонки на південному сході Бразилії (Токантінс, Арагуая).

## Поширення і екологія
Річкові тираники мешкають в Колумбії, Венесуелі, Еквадорі, Перу, Болівії і Бразилії. Вони живуть в чагарникових заростях на берегах річок.